# Fernand Wicheler
Fernand Wicheler, né le 14 février 1874 à Bruxelles (province de Brabant) et mort dans la même ville le 1er février 1935,, est un journaliste, dramaturge, scénariste, réalisateur, comédien, chansonnier et auteur de bande dessinée belge.
Connu pour être le coauteur de la pièce de théâtre Le Mariage de Mademoiselle Beulemans

## Biographie
Fernand Wicheler naît le 14 février 1874 à Bruxelles.
En 1910, il est directeur de l'Olympia bruxellois, près de la Bourse et il écrit au débotté aux côtés de Jean-François Fonson qui est directeur du Théâtre des Galeries la pièce de théâtre Le Mariage de Mademoiselle Beulemans pour combler un manque de variété dans le théâtre bruxellois,. La pièce fait un triomphe. Par la suite, il écrit encore de nombreuses autres pièces.
En outre, il est probablement aussi le premier à produire une série de bandes dessinées dans la presse quotidienne belge . Wicheler a 47 ans lorsque Le Soir commence la publication hebdomadaire de sa bande dessinée Le Dernier Film le 18 juillet 1921. Cette bande a du texte et des images séparés et commente les événements sociaux et politiques de la journée. Wicheler utilise également certains des personnages de ses spectacles sur scène, comme Monsieur Beulemans. La dernière parution date du 1er mai 1926.

### Vie privée
Il fut le mari de l'actrice Gilberte Legrand à qui il offrit de nombreux rôles dont quatre au cinéma.

## Œuvres

### Cinéma
Sauf indication contraire, les informations mentionnées dans cette section peuvent être confirmées par la base de données cinématographiques IMDb,  présente dans la section « Liens externes ».

#### Réalisateur
- 1921 : Ce que femme veut[9] (Wat de vrouw wil) coréalisé avec Isidore Moray, avec Mademoiselle Allençon, Gerbeau, Gustave Libeau, et Léon Rosy ;
- 1922 : Gigi ou la folle poupée[10] (Gigi of de gekke pop) produit par Hippolyte De Kempeneer, avec Gilberte Legrand et Willy Maury ;
- 1922 : L'Ermite effroyable[11] (De verschrikkelijke kluizenaar) avec Irène De Zalewska, Willy Maury et Fernand Wicheler ;
- 1922 : La Cure de l'abbé Javel[12] (De kuur van abbé Javel) produit par Hippolyte De Kempeneer, avec Willy Maury ;
- 1922 : Le Coup de Gilberte[13] (Gilberte's slag) produit par Hippolyte De Kempeneer, avec Maurice Chomé, Gilberte Legrand, Willy Maury et Caroline Van de Wiele ;
- 1925 : La Maison dans la dune[14] (Het huis in de duinen) coréalisé avec Isidore Moray, avec Gilberte Legrand et Willy Maury ;
- 1932 : La Parole est à Monsieur Beulemans[15] (Het woord is aan Monsieur Beulemans) produit par Hippolyte De Kempeneer avec Gilberte Legrand et Willy Maury[16].

#### Acteur
- L'Ermite effroyable[11], (1922)

### Théâtre

#### Auteur
- Le Mariage de Mademoiselle Beulemans[17],[18], comédie en trois actes coécrite avec Frantz Fonson, créée au Théâtre de l'Olympia de Bruxelles le 18 mars 1910, adaptée au cinéma par Julien Duvivier en 1927, par Jean Choux en 1932 et par André Cerf en 1950
- La Demoiselle de magasin[19],[18], comédie en trois actes coécrite avec Frantz Fonson, créée à Paris au Théâtre du Gymnase le 13 février 1913
- Marie-Rose, comédie en trois actes coécrite avec Loïc Le Gouriadec en 1937, adaptée au cinéma par Gaston Schoukens la même année sous le titre Mon père et mon papa[20].

#### Comédien
- En 1910, il crée au Théâtre royal des Galeries le rôle de Monsieur Beulemans, brasseur bruxellois, dans la pièce qu'il a coécrite Le Mariage de Mademoiselle Beulemans.

### Publications
- Jean-François Fonson et Fernand Wicheler, La Demoiselle de magasin[21], Samsa, coll. « Des lettres bruxelloises », 23 mars 2023, 158 p. (ISBN 978-2-87593-434-5, présentation en ligne).

### Périodiques
- « La BD Belge avant 1930, partie XIV : Fernand Wicheler, acteur, dramaturge, cinéaste et dessinateur bruxellois », Le Dessableur, Centre belge de la bande dessinée, no 11,‎ décembre 2023.